# Campeonato Mundial de Rugby M19 División A de 1988
El Campeonato Mundial de Rugby M19 de 1988 se disputó en Yugoslavia y fue la vigésima edición del torneo en categoría M19.

## Equipos participantes
- Selección juvenil de rugby de Alemania Occidental
- Selección juvenil de rugby de Bélgica
- Selección juvenil de rugby de España
- Selección juvenil de rugby de Francia
- Selección juvenil de rugby de Italia
- Selección juvenil de rugby de Portugal
- Selección juvenil de rugby de Rumania
- Selección juvenil de rugby de Unión Soviética

## Posiciones finales
| Pos | Equipo              |
| --- | ------------------- |
|     | Francia             |
|     | Unión Soviética     |
|     | Italia              |
| 4   | Rumania             |
| 5   | Portugal            |
| 6   | Bélgica             |
| 7   | España              |
| 8   | Alemania Occidental |

### Campeón
| Bandera de Francia  |
| Campeón Francia     |
| Decimo sexto título |